# Kid Charlemagne
Singles de Steely Dan
Bad Sneakers
(1975) The Fez
(1976)
Kid Charlemagne est une chanson de Steely Dan publiée sur l'album The Royal Scam et sortie en single en 1976. 

## Composition
Les paroles racontent l'histoire d'un trafiquant de drogue dans le contexte des années 1960 sur la côte ouest. Plus précisément, les auteurs Walter Becker et Donald Fagen ont déclaré que le texte était vaguement inspiré du chimiste de San Francisco Owsley Stanley qui fabriquait dans les années 1960 du LSD, entremêlées avec de nombreuses autres images typiques de ces années comme la technicolor et les maisons A-frame. Des lignes évoquent le fait que l'acide d'Owsley était célèbre pour sa pureté, avec ces lignes : « On the Hill, the stuff was laced with Kerosene / but yours was kitchen-clean  (sur la colline, la came était coupée au kérosène, mais la tienne était pure comme du cristal) ». La phrase suivante (Everyone stopped to stare at your Technicolor motorhome) pourrait être une référence au bus psychédélique nommé Furthur, qui a été utilisé par les Merry Pranksters fourni en LSD par Owsley,.

## Accueil
Le solo de guitare de Larry Carlton est classé no 80 dans la liste des 100 plus grands morceaux de guitare par Rolling Stone : « à la fin des années 70, Steely Dan a fait des disques en utilisant une équipe tournante de grands musiciens de studio, qui ont donné une liste sans fin de solos de guitare à couper le souffle. Le solo [..] de Larry Carlton dans ce morceau est peut-être le meilleur de tous : c'est tellement complexe que c'est un morceau à part entière ».
Cash Box a déclaré que « la mélodie et l'arrangement sont compliqués, mais accessibles » et « chaque note est nécessaire ».

## Personnel
- Donald Fagen - chant, orgue
- Larry Carlton - guitare
- Walter Becker - guitare
- Don Grolnick - piano électrique
- Paul Griffin - clavinet
- Chuck Rainey - basse
- Bernard Purdie - batterie
- Donald Fagen, Michael McDonald, Venetta Fields, Clydie King, Sherlie Matthews - chant

## Classements
| Classement (1976)    | Meilleure position |
| -------------------- | ------------------ |
| États-Unis (Hot 100) | 82                 |